# Palais Vilhena
Le palais Vilhena fut construit à Mdina à la demande du grand maître António Manoel de Vilhena par Charles François de Mondion. Il abrite aujourd'hui le musée national des sciences naturelles de Malte.

## Histoire du bâtiment

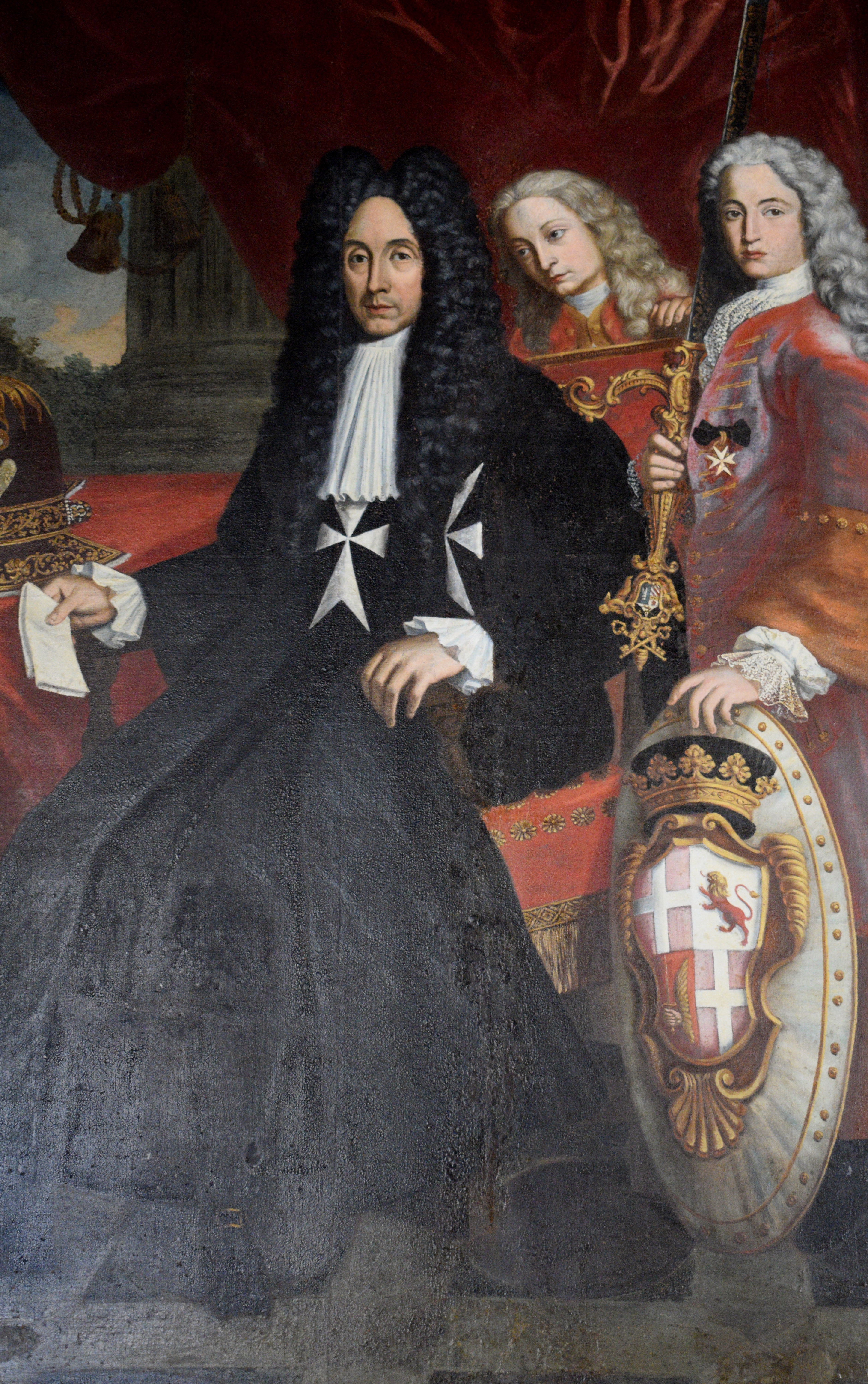
Peinture d'António Manoel de Vilhena

### Palais Vilhena
Le Palais Vilhena est situé à l'intérieur de la cité médiévale fortifiée de Mdina. Il est situé sur le site de l'ancienne Università médiévale. Le palais actuel date de 1726, il est bâti par l'architecte français Charles François de Mondion sur la commande du 66e grand maître, António Manoel de Vilhena.

### Hôpital
Le bâtiment sert ensuite d'hôpital temporaire pendant l'épidémie de choléra de 1837, puis comme sanatorium pour les troupes britanniques en 1860 et comme un hôpital pour les patients tuberculeux au début du XXe siècle.

### Musée
Le Musée National d'Histoire Naturelle est officiellement inauguré en 1973. La tâche principale du musée est l'acquisition, la collecte et la conservation du matériel d'histoire naturelle, avec une importance particulière donnée pour le biotope local.